# Martin Brundle
Martin John Brundle,  OBE (* 1. Juni 1959 in King’s Lynn, Norfolk, England) ist ein britischer TV-Kommentator und ehemaliger Automobilrennfahrer. Er berichtet für den britischen Sender Sky Sports live von der Formel 1.
Brundle startete zwischen 1984 und 1996 bei 158 Großen Preisen in der Formel-1-Weltmeisterschaft, seine größten Erfolge erzielte er jedoch in Sportwagenrennen. So gewann er dort 1988 die Weltmeisterschaft und war 1990 beim Langstreckenklassiker in Le Mans siegreich. Brundles Sohn Alex ist ebenfalls als Rennfahrer aktiv.

## Fahrerkarriere
Brundle begann seine Karriere als 18-Jähriger in der britischen Formel Ford. Er stieg rasch in die Formel 3 auf und fuhr dort 1983 mit dem späteren Formel-1-Weltmeister Ayrton Senna um den Titel, den er knapp verlor. Zur Saison 1984 wechselte Brundle in die Formel 1, wo er beim Team Tyrrell Teamkollege des Deutschen Stefan Bellof wurde. Bereits in seinem siebten Rennen in Detroit konnte Brundle einen spektakulären Erfolg erzielen, als er als Zweiter ins Ziel kam. Allerdings wurden das Tyrrell-Team und seine Fahrer am Saisonende infolge von technischen Manipulationsvorwürfen disqualifiziert und alle Ergebnisse aberkannt, sodass diese Platzierung hinfällig wurde. Für Brundle war die Saison zwei Wochen nach dem Rennen in Detroit nach einem schweren Unfall in der Qualifikation zum Großen Preis der USA in Dallas, bei dem er sich an den Füßen verletzte, was ihm seither Probleme beim Bremsen bereitete, bereits vorzeitig beendet. Da sich im weiteren Verlauf der 1980er Jahre für Brundle auch wegen kaum konkurrenzfähigen Materials bei Tyrrell und Zakspeed keine nennenswerten Erfolge in der Formel 1 einstellten, nahm er an Sportwagenrennen teil. Dort gewann er 1988 die Weltmeisterschaft und 1990 das 24-Stunden-Rennen von Le Mans, beides auf Jaguar.

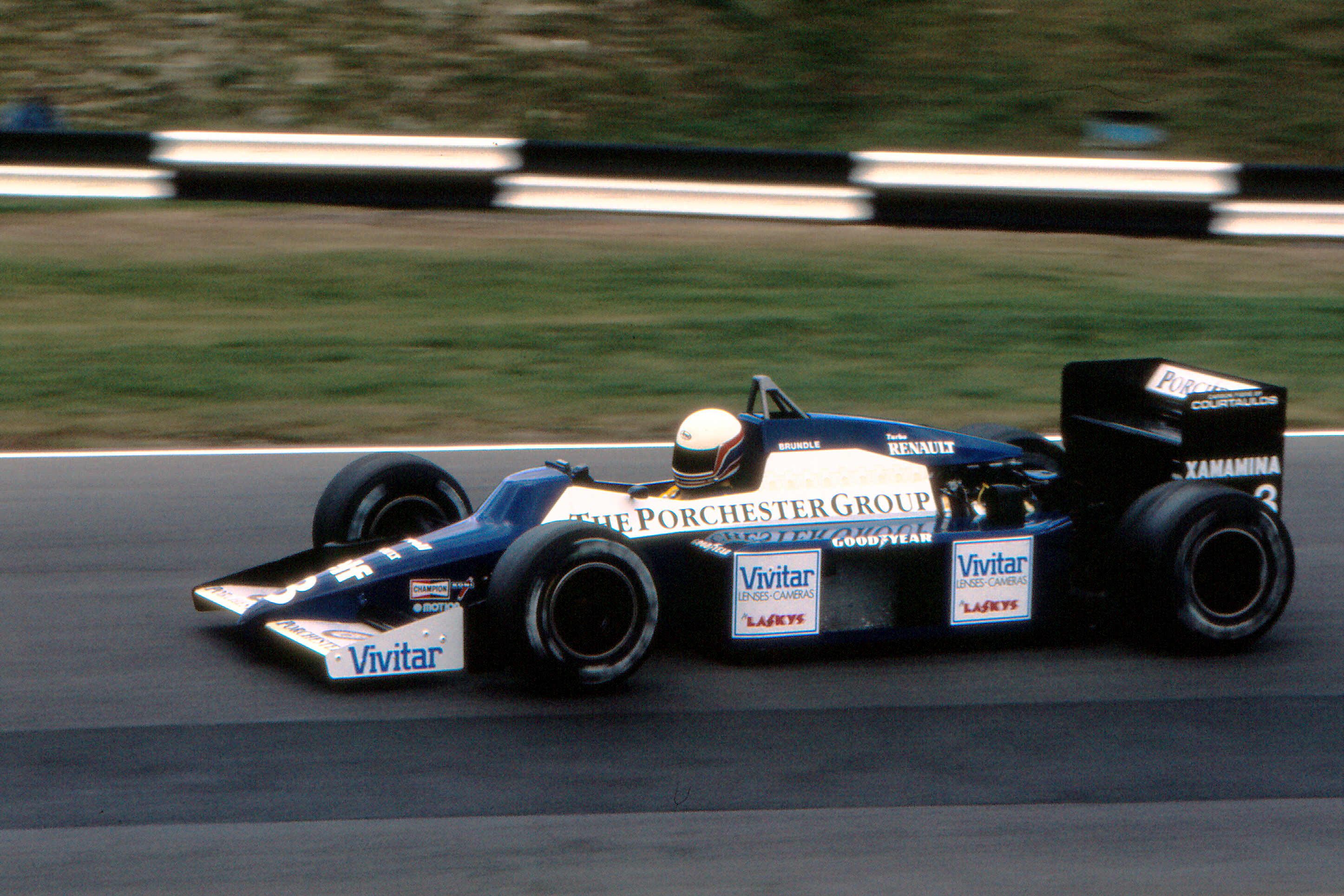
Martin Brundle im Tyrrell 014 beim Großen Preis von Europa 1985

Zurück in der Formel 1 bekam Brundle über die Zwischenstation Brabham auch aufgrund seiner Sportwagen-Erfolge zur Saison 1992 ein Cockpit beim späteren Weltmeisterteam Benetton, wo er Teamkollege von Michael Schumacher wurde. Es wurde Brundles erfolgreichste Formel-1-Saison: Insgesamt stand er fünfmal auf dem Podest und errang beim Großen Preis von Italien in Monza als Zweiter hinter seinem früheren Gegner Ayrton Senna sein bestes Einzelergebnis. Trotz der Erfolge stand Brundle klar im Schatten des späteren Rekordweltmeisters Schumacher, der mit einem Sieg Dritter der Weltmeisterschaft wurde, während Brundle den sechsten Platz in der Fahrerwertung belegte. Brundles Vertrag wurde von Benetton-Teamchef Flavio Briatore daraufhin nicht verlängert.
1993 ging Brundle für Ligier an den Start und erzielte in einem soliden Auto aus dem vorderen Mittelfeld beachtliche Ergebnisse. So stand er beim Großen Preis von San Marino als Dritter auf dem Podium und belegte in der Weltmeisterschaft den siebten Schlussrang. Als ihm zur Saison 1994 beim zu jenem Zeitpunkt erfolgreichsten Team der Formel-1-Geschichte, McLaren, das frei gewordene Cockpit von Ayrton Senna angeboten wurde, griff Brundle zu und wurde Teamkollege des späteren Weltmeisters Mika Häkkinen. Abermals konnte er bei einem Topteam jedoch seine Fähigkeiten nicht zur Geltung bringen und war über die gesamte Saison gegenüber Häkkinen deutlich im Hintertreffen. Ein Achtungserfolg gelang ihm beim Großen Preis von Monaco, den er als Zweiter hinter seinem früheren Teamkollegen Michael Schumacher beendete. Zum Ende der Saison verlor Brundle sein Cockpit erneut und ging zur Saison 1995 zu Ligier zurück. Dort konnte er beim Großen Preis von Belgien auf der als Fahrerstrecke bekannten Bahn von Spa-Francorchamps nochmal auf sich aufmerksam machen, als er bei wechselnden Wetterbedingungen als Dritter ins Ziel kam.

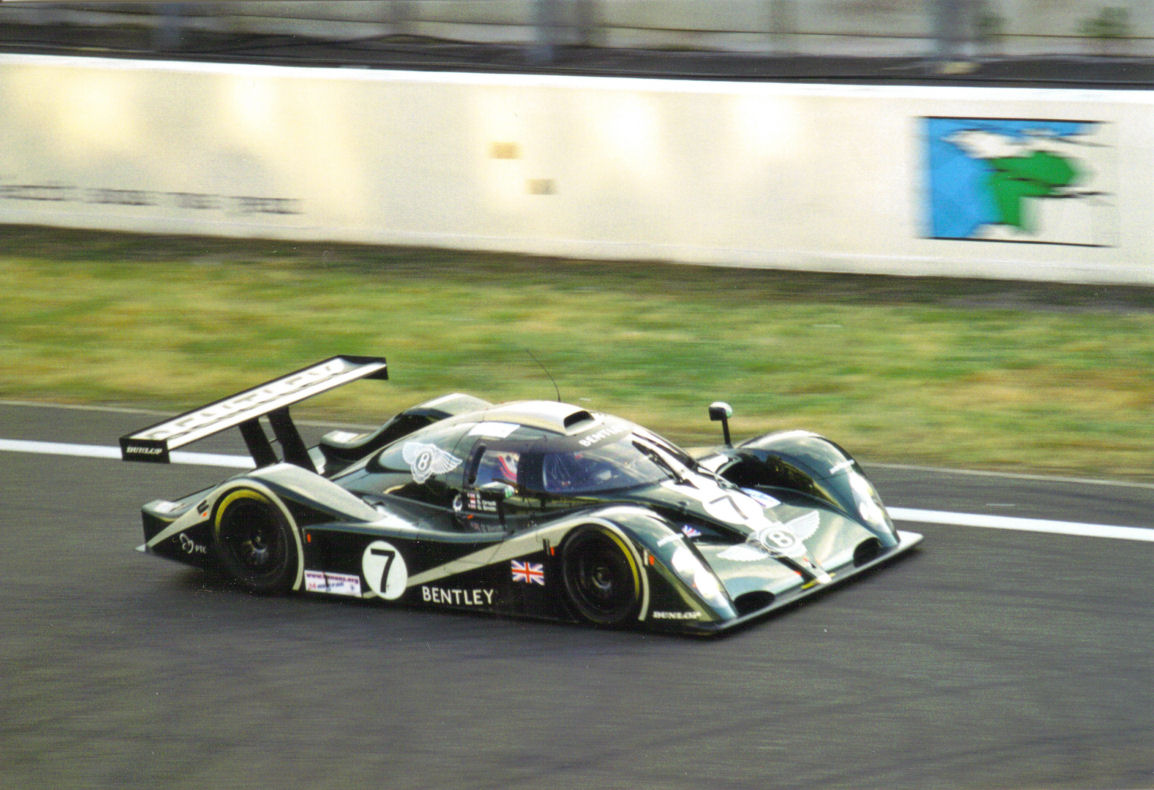
Martin Brundle im Le-Mans-Bentley, 2001

1996 bestritt Brundle seine letzte Formel-1-Saison für das Jordan-Team. Vielen technisch bedingten Ausfällen standen schlechte Startplätze und nur acht WM-Punkte gegenüber. Da Eddie Jordan für die Folgesaison nicht mehr mit ihm plante, beendete Brundle seine Formel-1-Karriere. Insgesamt nahm er an über 160 Grand-Prix-Rennen teil (158 Starts) und stand dabei neunmal auf dem Podium. Sein bester Startplatz war der dritte Rang beim Großen Preis von Frankreich 1993 in Magny-Cours. Führungskilometer oder schnellste Rennrunden erzielte er nicht.
1997 kehrte Brundle zu den Sportwagen zurück und startete für Nissan erneut bei den 24 Stunden von Le Mans. 1998 und 1999 wiederholte er dies für Toyota mit dem GT1. Auch war er 2001 beim Comeback von Bentley in Le Mans am Start. Zu einem weiteren Start, der mit seinem Freund Mark Blundell in einem Aston Martin geplant war, kam es allerdings nicht. Die beiden fuhren dann aber die 24 Stunden von Daytona 2011 zusammen, wo sie den vierten Platz belegten, in der gleichen Runde wie der Sieger.
Im Jahr 2015 nahm Brundle, im Rahmen eines Filmtags von Force India, nach fast 19 Jahren wieder in einem Formel-1-Auto Platz.

## Weitere Karriere

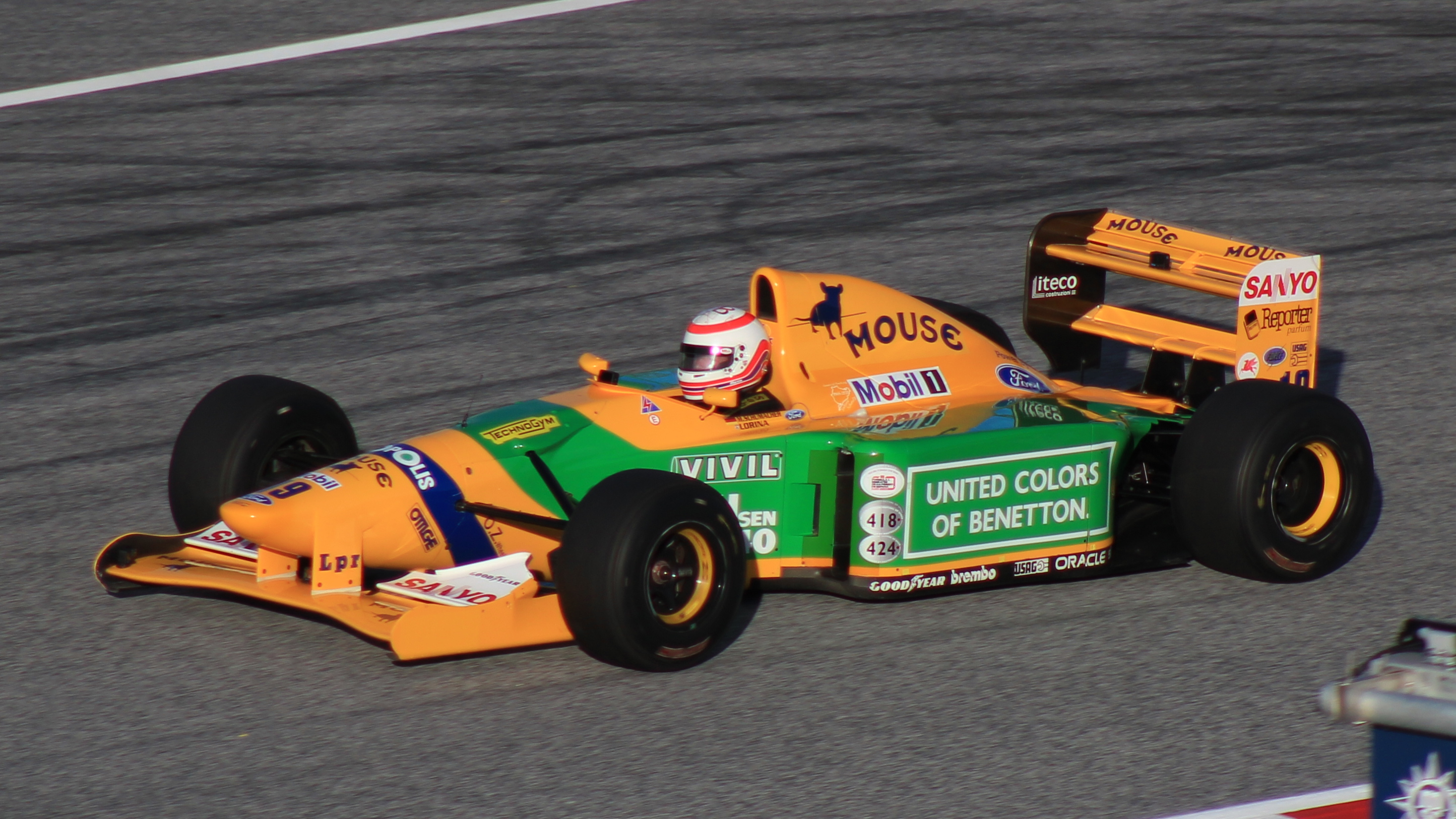
Brundle in seinem Benetton B192 während des Vorprogramms des Großen Preises von Österreich 2022

Brundle wurde zunächst 1997 Kommentator des britischen TV-Senders ITV Sport und begleitete, u. a. zeitweise zusammen mit Murray Walker, bis 2008 die Formel-1-Berichterstattung. Von 2009 bis 2011 war er in gleicher Funktion für die BBC tätig, bevor er zum Bezahlsender Sky wechselte, wo er noch heute tätig ist.
Zwischenzeitlich war Brundle auch als Motorsportfunktionär (Vorsitzender des British Racing Drivers’ Club) und Manager des früheren schottischen Formel-1-Piloten David Coulthard tätig.

## Sonstiges
Den Nachnamen der Hauptfigur Seth Brundle in seinem Horrorfilm Die Fliege von 1986 entlehnte Regisseur David Cronenberg, ein bekennender Motorsport-Fan, dem Namen von Rennfahrer Martin Brundle. 2025 wurde er zum Officer des Order of the British Empire (OBE) ernannt.

## Statistik

### Erfolge
- 1988: Sportwagen-Weltmeister auf Jaguar
- 1990: Sieger des 24-Stunden-Rennen von Le Mans

### Einzelergebnisse in der Formel-1-Weltmeisterschaft

#### Gesamtübersicht
| Saison | Team     | Chassis        | Motor                    | Rennen | Siege | Zweiter | Dritter | Poles | schn. Rennrunden | Punkte | WM-Pos. |
| ------ | -------- | -------------- | ------------------------ | ------ | ----- | ------- | ------- | ----- | ---------------- | ------ | ------- |
| 1984   | Tyrrell  | Tyrrell 012    | Ford Cosworth DFY 3.0 V8 | 7      | –     | –       | –       | –     | –                | –      | —       |
| 1985   | Tyrrell  | Tyrrell 012    | Ford Cosworth DFV 3.0 V8 | 7      | –     | –       | –       | –     | –                | –      | 21.     |
| 1985   | Tyrrell  | Tyrrell 014    | Renault EF4B 1.5 V6t     | 8      | –     | –       | –       | –     | –                | –      | 21.     |
| 1986   | Tyrrell  | Tyrrell 014    | Renault 1.5 V6t          | 3      | –     | –       | –       | –     | –                | 2      | 11.     |
| 1986   | Tyrrell  | Tyrrell 015    | Renault 1.5 V6t          | 13     | –     | –       | –       | –     | –                | 6      | 11.     |
| 1987   | Zakspeed | Zakspeed 861   | Zakspeed 1.5 L4t         | 2      | –     | –       | –       | –     | –                | –      | 18.     |
| 1987   | Zakspeed | Zakspeed 871   | Zakspeed 1.5 L4t         | 14     | –     | –       | –       | –     | –                | 2      | 18.     |
| 1988   | Williams | Williams FW12  | Judd CV 3.5 V8           | 1      | –     | –       | –       | –     | –                | –      | 20.     |
| 1989   | Brabham  | Brabham BT58   | Judd 3.5 V8              | 14     | –     | –       | –       | –     | –                | 4      | 20      |
| 1991   | Brabham  | Brabham BT59Y  | Yamaha OX99 3.5 V12      | 2      | –     | –       | –       | –     | –                | –      | 15.     |
| 1991   | Brabham  | Brabham BT60Y  | Yamaha OX99 3.5 V12      | 12     | –     | –       | –       | –     | –                | 2      | 15.     |
| 1992   | Benetton | Benetton B191B | Ford HB 3.5 V8           | 3      | –     | –       | –       | –     | –                | –      | 6.      |
| 1992   | Benetton | Benetton B192  | Ford HB 3.5 V8           | 13     | –     | 1       | 4       | –     | –                | 38     | 6.      |
| 1993   | Ligier   | Ligier JS39    | Renault 3.5 V10          | 16     | –     | –       | 1       | –     | –                | 13     | 7.      |
| 1994   | McLaren  | McLaren MP4/9  | Peugeot 3.5 V10          | 16     | –     | 1       | 1       | –     | –                | 16     | 7.      |
| 1995   | Ligier   | Ligier JS41    | Mugen-Honda 3.0 V10      | 11     | –     | –       | 1       | –     | –                | 7      | 13.     |
| 1996   | Jordan   | Jordan 196     | Peugeot 3.0 V10          | 16     | –     | –       | –       | –     | –                | 8      | 11.     |
| Gesamt | Gesamt   | Gesamt         | Gesamt                   | 158    | –     | 2       | 7       | –     | –                | 98     |         |

### Le-Mans-Ergebnisse
| Jahr | Team                                    | Fahrzeug            | Teamkollege      | Teamkollege      | Platzierung | Ausfallgrund       |
| ---- | --------------------------------------- | ------------------- | ---------------- | ---------------- | ----------- | ------------------ |
| 1987 | Silk Cut Jaguar                         | Jaguar XJR8 LM      | John Nielsen     | Armin Hahne      | Ausfall     | Zylinder überhitzt |
| 1988 | Silk Cut Jaguar                         | Jaguar XJR9 LM      | John Nielsen     |                  | Ausfall     | Zylinder überhitzt |
| 1990 | Silk Cut Jaguar                         | Jaguar XJR12 LM     | John Nielsen     | Price Cobb       | Gesamtsieg1 |                    |
| 1997 | Tom Walkinshaw Racing Nissan Motorsport | Nissan R390 GT1     | Jörg Müller      | Wayne Taylor     | Ausfall     | Unfall             |
| 1998 | Toyota Motorsport                       | Toyota GT-One       | Emmanuel Collard | Éric Hélary      | Ausfall     | Unfall             |
| 1999 | Toyota Motorsport                       | Toyota GT-One       | Emmanuel Collard | Vincenzo Sospiri | Ausfall     | Reifenschaden      |
| 2001 | Team Bentley                            | Bentley Exp Speed 8 | Stéphane Ortelli | Guy Smith        | Ausfall     | Feuer              |
| 2012 | Greaves Motorsport                      | Zytek Z11SN         | Alex Brundle     | Lucas Ordoñez    | Rang 15     |                    |

1 Nach elektrischen Problemen seines ursprünglichen Fahrzeugs wechselte Brundle in den späteren Siegerwagen und ersetzte Eliseo Salazar.

### Sebring-Ergebnisse
| Jahr | Team                  | Fahrzeug      | Teamkollege  | Teamkollege | Platzierung | Ausfallgrund |
| ---- | --------------------- | ------------- | ------------ | ----------- | ----------- | ------------ |
| 1988 | Castrol Jaguar Racing | Jaguar XJR-9D | John Nielsen | Raul Boesel | Ausfall     | Motorschaden |

### Einzelergebnisse in der Sportwagen-Weltmeisterschaft
| Saison | Team   | Rennwagen     | 1   | 2   | 3   | 4   | 5   | 6   | 7   | 8   | 9   | 10  | 11  |
| ------ | ------ | ------------- | --- | --- | --- | --- | --- | --- | --- | --- | --- | --- | --- |
| 1985   | Jaguar | Jaguar XJR-6  | MUG | MON | SIL | LEM | HOK | MOS | SPA | BRH | FUJ | SEL |     |
| 1985   | Jaguar | Jaguar XJR-6  |     |     |     |     |     | 3   | 5   |     |     |     |     |
| 1986   | Jaguar | Jaguar XJR-6  | MON | SIL | LEM | NÜN | BRH | JER | NÜR | SPA | FUJ |     |     |
| 1986   | Jaguar | Jaguar XJR-6  |     |     | DNF |     |     |     |     |     |     |     |     |
| 1987   | Jaguar | Jaguar XJR-8  | JAR | JER | MON | SIL | LEM | NÜN | BRH | NÜR | SPA | FUJ |     |
| 1987   | Jaguar | Jaguar XJR-8  |     |     |     | DNF | DNF |     |     |     | 1   |     |     |
| 1988   | Jaguar | Jaguar XJR-9  | JER | JAR | MON | SIL | LEM | BRÜ | BRH | NÜR | SPA | FUJ | SAN |
| 1988   | Jaguar | Jaguar XJR-9  | DNF | 1   | 1   | 1   | DNF | 2   | 1   | 2   | 2   | 1   | 3   |
| 1990   | Jaguar | Jaguar XJR-11 | SUZ | MON | SIL | SPA | DIJ | NÜR | DON | MOT | MEX |     |     |
| 1990   | Jaguar | Jaguar XJR-11 | DNF | 3   | 1   | DNF | 5   | 3   | DNF | DNF | DNF |     |     |
| 1991   | Jaguar | Jaguar XJR-14 | SUZ | MON | SIL | LEM | NÜR | MAG | MEX | AUT |     |     |     |
| 1991   | Jaguar | Jaguar XJR-14 | DNF | 1   | 3   |     |     |     |     |     |     |     |     |

### Einzelergebnisse in der FIA-Langstrecken-Weltmeisterschaft
| Saison | Team               | Rennwagen   | 1   | 2   | 3   | 4   | 5   | 6   | 7   | 8   |
| ------ | ------------------ | ----------- | --- | --- | --- | --- | --- | --- | --- | --- |
| 2012   | Greaves Motorsport | Zytek Z11SN | SEB | SPA | LEM | SIL | SAO | BAH | FUJ | SHA |
| 2012   | Greaves Motorsport | Zytek Z11SN |     |     | 15  | 12  |     |     |     |     |